# Таміно
Таміно-Амір Мохарам Фуад (араб. تامينو أمير محرم فؤاد, трансліт. Tamino-Amir Moharam Fouad, нар. 24 жовтня 1996, Антверпен) — бельгійський співак і автор-виконавець, онук відомого єгипетського співака і кінозірки Мохарама Фуада.
Виконуючи пісні англійською, Таміно випустив кілька мініальбомів і один студійний альбом «Amir», який здебільшого отримав позитивні відгуки критиків. Видання The Independent прозвали Таміно «бельгійським Джеффом Баклі», а BBC – «новим звуком Нілу».

## Життєпис

### Дитинство та ранні роки
Таміно народився в Антверпені, Бельгія. Його батько — Тарек Мохарам Фуад (араб. طارق محرم فؤاد) є сином відомого єгипетського актора і співака Мохарама Фуада і ліванки Магди Бейдун (араб. ماجدة بيضون). Таким чином має єгипетсько-ліванське походження. Його ім'я натхненне персонажем принца Таміно з опери Моцарта «Чарівна флейта», адже Амір перекладається з арабської як «принц». Має молодшого на три роки брата Рамі (Ramy).
Хоча дитинство провів між Єгиптом і Бельгією, арабською мовою не володіє. З дитивства слухав різну музику, адже «мама мала чудову колекцію записів». В 14 років на горищі будинку своєї сім'ї в Каїрі, Таміно знайшов резонаторну гітару його діда і, відреставрувавши, почав опановувати інструмент та писати пісні, до цього граючи тільки на фортепіано.
У 17 років поїхав вчитись до Амстердамської консерваторії.

### Початок музичної кар'єри

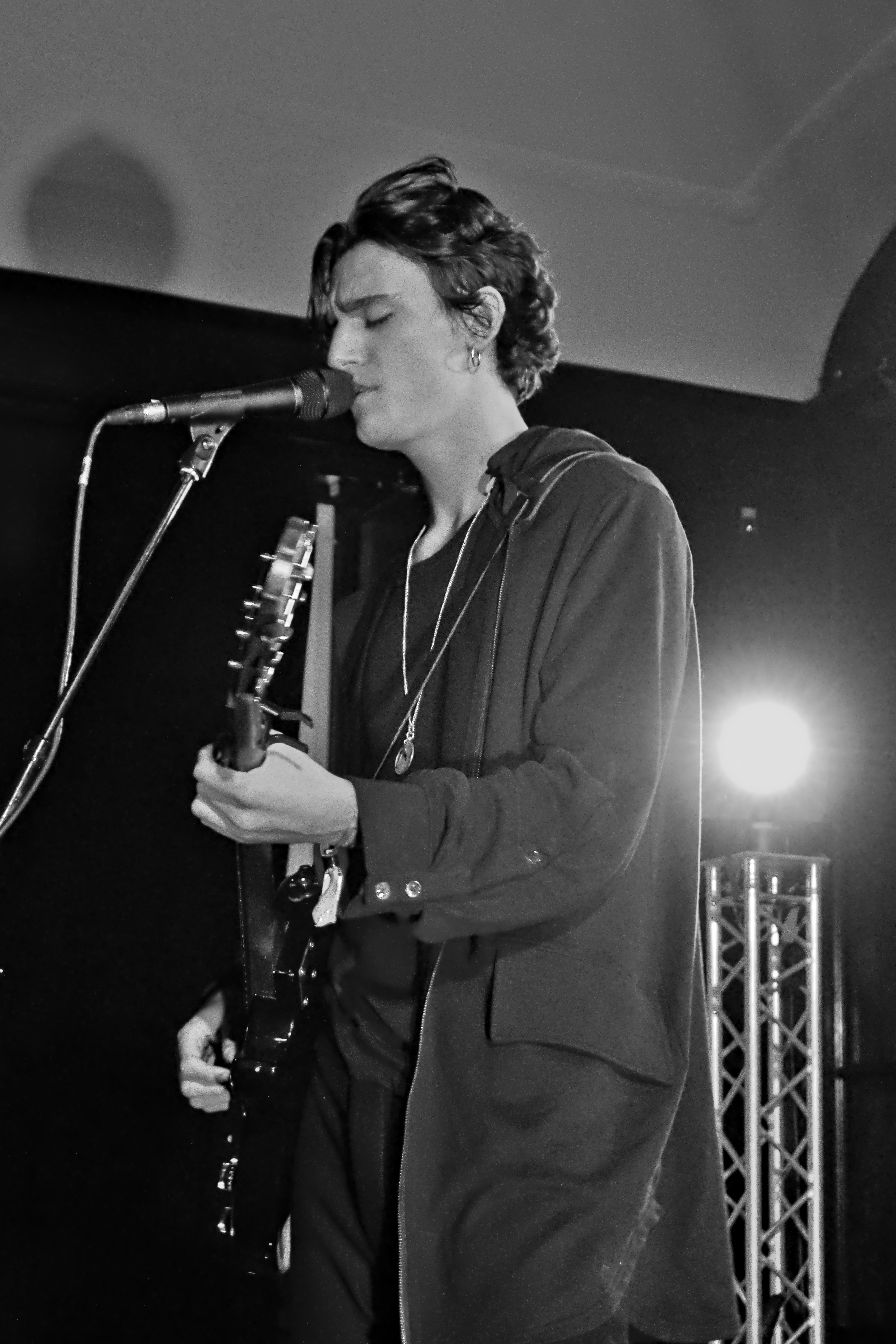
Tamino на фестивалі Waves Vienna 2018

У листопаді 2016 року бельгійський гурт Het Zesde Metaal запросив Таміно зіграти на бельгійському Radio 1. Його перший сингл Habibi справив враження і радіо взяло пісню в ротацію.
У 2017 році Таміно виграв конкурс музичних талантів на Studio Brussel. 11 жовтня 2017 року він віграв концерт у залі Ancienne Belgique (Брюссель), після якого його прозвали «бельгійським Джеффом Баклі». Він також грав у брюссельському Palais 12 та Melkweg в Амстердамі, під час
премій фламандської музичної індустрії (MIA). Влітку 2017 року Таміно виступав на таких фестивалях по Бельгії та Нідерландах, як Rock Werchter та Pukkelpop.
Навесні 2018 оголошує про роботу з Коліном Грінвуд (Radiohead) над піснею «Indigo Night», а влітку Таміно виступав на фестивалях по всій Європі, включаючи паризький Rock en Seine.

### Amir
19 жовтня 2018 року Таміно випустив свій перший повнометражний альбом Amir. До роботи над ним приєднується колектив арабських музикантів, що базується в Брюсселі, і називається Nagham Zikrayat — оркестр, який переважно складається з професійних музикантів з Близького Сходу, більшість з яких є біженцями, що втекли з Іраку та Сирії.
Наприкінці жовтня Таміно зіграв три розпродані шоу в Ancienne Belgique у рамках загальноєвропейського туру. 8 листопада 2018 року він виступав в Ісландії на фестивалі Iceland Airwaves.
У березні 2019 році Таміно зіграв чотири шоу на SXSW, що стало його першими шоу в північноамериканському регіоні, де він вперше живою виконав сингл «Indigo Night» разом із Коліном Грінвудом. 10 травня Таміно випустив концертний EP під назвою Live at Ancienne Belgique. Після SXSW він повернувся до Європи для гастролей по континенту, включаючи Францію, Велику Британію, Німеччину та фестиваль Sziget у Будапешті.
Лана Дель Рей запросила Таміно відкрити її шоу, що відбулось 22 червня 2019 у Дубліні.

#### Критичне сприйняття альбому
BBC назвали альбом як «Новий звук Нілу» (англ. The New Sound Of The Nile) — ода дідусю Таміно, Мухарраму Фуаду. The Independent включив Amir у список 10 кращих альбомів 2018 року. На фестивалі Reeperbahn у Німеччині Таміно виграв Anchor Award і був номінований на 5 премій MIA Awards у Бельгії.
Сайт One's To Watch описав голос Таміно як «фальцет перевершує 'ніжне обличчя' і піднімається до простору чистоти, який можна охарактеризувати лише як божественний».

### Модельна кар'єра
Таміно знімався для колекції SS19 Missoni, поряд із супермоделлю Жизель Бюндхен.
Під час Паризького тижня моди він був показаний на відео «в розмові» з Valentino, виконуючи сольно пісню «Ніч Індіго».
У травні 2019 журнал Vogue Hommes присвятив Таміно 14 сторінок, з інтерв'ю, яке брала Софі Роземонт і фото, зняте Паоло Роверсі.

## Музичний вплив
У своїх інтерв'ю Таміно згадує таких виконавців, що вплинули на його музичний розвиток, як Oum Kalthoum, Fairuz, Нік Кейв, Джон Леннон.
Будучи підлітком слухав Radiohead, Nirvana, Тома Вейтса, Леонарда Коена, The Beatles.
2018 року в інтерв'ю виділив музиканта та вокаліста Хамзу Ель Діна, поета Халіля Джебрана і кантрі-співака та продюсера Лі Газлевуда.

## Дискографія
- Tamino — EP (5 травня 2017)
- Habibi — EP (4 травня 2018)
- Amir (Жовтень 2018)
- Live at Ancienne Belgique — EP (10 травня 2019)
- Sahar (Вересень 2022)